# 2006长江淡水豚类考察
长江淡水豚类考察是2006年末在中国长江中下游进行的一次科学考察活动，目的是为了准确评估濒危的白鱀豚和长江江豚的种群现状以及它们的栖息地情况。
考察活动从2006年11月6日开始，参加考察队的机构有中国科学院水生生物研究所、瑞士白鱀豚保护基金会等机构，队员来自6个国家，共30多人。考察队从湖北省的宜昌市至上海市的1700公里长江干流，往返航行了3400公里，耗时39天，于12月13日结束。
这次考察最终没能发现白鱀豚，宣布其功能性灭绝。另外还发现长江江豚的数量也只相当于1991年种群数量的一半，进一步证实江豚数量大幅减少。